# Secretaría de Economía (Argentina)
La Secretaría de Economía de Argentina fue una secretaría de estado del gobierno nacional dependiente del Poder Ejecutivo Nacional por intermedio del Ministerio de Economía de la Nación.

## Historia
Por decreto n.º 1143 del 19 de enero de 1949 del presidente Juan Domingo Perón, se creó la Secretaría de Economía, dependiente de la Presidencia de la Nación. El secretario tenía jerarquía de ministro. Su primer titular fue Roberto Antonio Ares.
En 1990 el Poder Ejecutivo creó una «Subsecretaría de Economía» el 14 de marzo de ese año por decreto presidencial n.º 479 de Carlos Menem; y esta subsecretaría fue declarada continuadora de las Secretarías de Coordinación Económica y de Desarrollo Regional y de Relaciones y Seguimiento Económico (ambas disueltas). En agosto de 1991 fue elevada a la jerarquía de secretaría. En diciembre de 1991 se modificó el gabinete y la secretaría quedó formada cuatro subsecretarías: Política Económica; Asuntos Financieros y Reestructuración Productiva; Privatizaciones; y Desregulación.
Por decreto n.º 1742 del 18 de agosto de 1993, se modificó nuevamente la organización del Ministerio de Economía y Obras y Servicios Públicos; la Secretaría de Economía dejó de existir y sus subsecretarías fueron asignadas a las Secretaría de Comercio e Inversiones.